# 查理·丹尼爾斯
查理·約翰·丹尼爾斯（英語：Charlie John Daniels；1986年9月7日—）是一位英格蘭足球運動員。在場上的位置是後衛。現效力於英甲球隊樸茨茅夫。他曾經效力於切斯特菲爾德足球俱樂部。

## 外部連結
- 足球数据库：查理·丹尼爾斯的球员统计数据